# Essuiles
Essuiles település Franciaországban, Oise megyében. Lakosainak száma 520 fő (2022. január 1.). Essuiles Bulles, Le Fay-Saint-Quentin, Fouquerolles, Haudivillers, Montreuil-sur-Brêche, Le Plessier-sur-Bulles, Le Quesnel-Aubry és Rémérangles községekkel határos.

## Népesség
A település népességének változása:
| Lakosok száma | 562  | 561  | 577  | 560  | 558  | 554  | 552  | 535  | 520  |
|               | 2013 | 2015 | 2016 | 2017 | 2018 | 2019 | 2020 | 2021 | 2022 |